# François Dominique
François Dominique (né à Paris en 1943), est un écrivain. Il est l’auteur de plusieurs romans et récits, de recueils de poèmes et d’essais. Il est aussi traducteur.
Il a enseigné  le droit public à l’Université de Besançon, puis les sciences politiques à l’Université de Dijon. Il a notamment publié Le Droit antisémite de Vichy dans la collection « Le genre humain », en 1996, aux Éditions du Seuil, puis La Pauvreté saisie par le droit et Le Droit de résistance à l'oppression, chez le même éditeur sous le nom de Dominique Gros.

Il a fondé en 1987 avec Alain Coulange et Jean-Michel Rabaté les éditions Ulysse Fin de Siècle (poésie et essais), continuées par les Editions Virgile.

## Publications

### Romans et récits
- Aséroé, récit, POL, 1992. Traduction de Howard Limoli et Richard Sieburth, Bellevue Literary Press, New York, 2020.
- Une phrase, monologue, Actuaria, 1995.
- La Musique des morts, roman, Mercure de France : Bourse Stendhal[3], 1996.
- Parole donnée, roman, Mercure de France, 1999 (Prix Bourgogne de Littérature).
- Romulphe, roman, Mercure de France, 2008.
- Solène[4], roman, Verdier, 2011 (Mention spéciale du jury, Prix Wepler-Fondation La Poste 2011[5], Prix Littéraire Charles Brisset 2012[6]). Edition américaine, traduction de Samuel Martin, Otis Books, (Guy Bennett publisher, Los Angeles), 2018.
- À Présent, Louis-René des Forêts[7], récit, Mercure de France, 2013,  (ISBN 978-2-7152-3408-6)
- Atout cœur, récit, avec John Batho (photographe), Virgile, 2013,  (ISBN 978-2-9144-8195-3)
- La Chambre d'Iselle, roman,Verdier, 2015
- Délicates Sorcières[8], roman, Champ Vallon, 2017
- Kietu ?,roman, Mercure de France, 2024

### Essais
- Vernichtung, in Paroles à la bouche du présent. Le Négationnisme, histoire ou politique ?, essai, Éditions Al Dante[9], 1997.
- Kyrielle de beaux gestes, in La Lecture de A à Z, Doras, 2000.
- Le Paradis parlé, in Valère Novarina, théâtres du verbe, essai, José Corti, 2001.
- KARIN. Dans la cendre des mots, avec Anne Cayre, récit, Collection Ulysse Fin de siècle, Éditions Virgile[10], 2001.
- Maurice Blanchot premier temoin, essai, Virgile, 2003.
- Pour Roger Laporte, (collectif), éditions Lignes-Léo Scheer[11].
- Ulysse fin de siècle, Vers et Proses, (avec Jean-Michel Rabaté[2] et Daniel Legrand), anthologie 1987-2003, Éditions Virgile, 2005.
- L'Homme Approximatif, (avec Bruno Lemoine[12] & alii...), anthologie poétique, avec un DVD d'Isabelle Filleul de Brohy[13], Éditions Al Dante, 2014.
- TOURNOYER avec Roger Laporte, Éditions Fata Morgana, 2016.

### Poésie
- A Wonderful Day, poèmes, photographies de Bernard Plossu, Le Temps qu'il fait, 2003.
- Humanités, poèmes, dessins d’Alfieri Gardone, Obsidiane, 2006.
- Petite Cassandre, poèmes, photographies de Bernard Plossu, Le Murmure, éditions, 2011.
- Le Paradis de Monsieur Truc, récit, avec Catherine Gardone (photographe), Les Philadelphes, 2013,  (ISBN 978-2-7466-5791-5)

### Traductions
- Le regard de l’effraie de Christophe Meckel, avec A. Jadot, Collection Ulysse Fin de siècle, Éditions Virgile[10], 1993.
- Syndrom Deutschland de Eberhard Häfner, avec C. Gros, Collection Ulysse Fin de siècle, Éditions Virgile[10], 1994 et 1998.
- A, sections 1 à 7, 8 à 11, 12, 13 à 18,  de Louis Zukofsky, avec Serge Gavronsky, Éditions Virgile, 1998 à 2012. La totalité de"A" est publiée par les Editions NOUS, 2020.
- Les Sonnets à Orphée de Rainer Maria Rilke, Éditions Virgile, 2001.
- Corneilles et autres volatiles de Dezsö Tàndori, traduit par François Dominique et Andràs Gyöngyösi, Collection Ulysse Fin de siècle, Éditions Virgile[10].

### Textes et traductions dans les revues
- Cahiers Le Temps qu’il fait, La Nouvelle Barre du Jour, Digraphe, Quai Voltaire, Lignes, IF, L’Infini, Revue des Sciences Humaines, CYCLOS, Law and Literature, Po&sie, Cahiers du Cinéma, Contre toute attente, Nulle Part, Europe, Nu(e)s, Modernités.

### Livres d'artistes
- Collection Mémoires d'Eric Coisel[14], avec Ricardo Mosner, Jean Anguera, Joël Leick, Magali Latil[15], Karin Neumann[16], Anne Slacik, Georges Badin, Michaële-Andrea Schatt[17].
- Collection L'attentive d'Eliane Kirscher, avec Magali Latil.

### Théâtre
- L'Oiseau recommencé, pièce en trois tableaux, créée par Marcel Bozonnet (stage d’Éducation Populaire, Nevers, août 1966). Décors et mise en espace : Marijo Gros. Revue du Festival de Nancy, N°9, Janvier-Mars 1967.